# Wapen van Noord-Holland

Provinciewapen

Het wapen van de provincie Noord-Holland is in 1907 verleend.
Het heraldisch rechterdeel bestaat uit het wapen van de Graven van Holland, "goud, een leeuw van Keel, getongd en genageld van Azuur". Dit wapen is nu ook nog in gebruik door de provincie Zuid-Holland.
Het heraldisch linkerdeel bevat het wapen van West-Friesland, "Azuur, twee gaande, aanziende leeuwen, vergezeld van vijf liggende blokjes, 2:2:1 alles goud." Dit wapen is afgeleid van het wapen van Friesland.

## Vergelijkbare wapens

Wapen van Holland
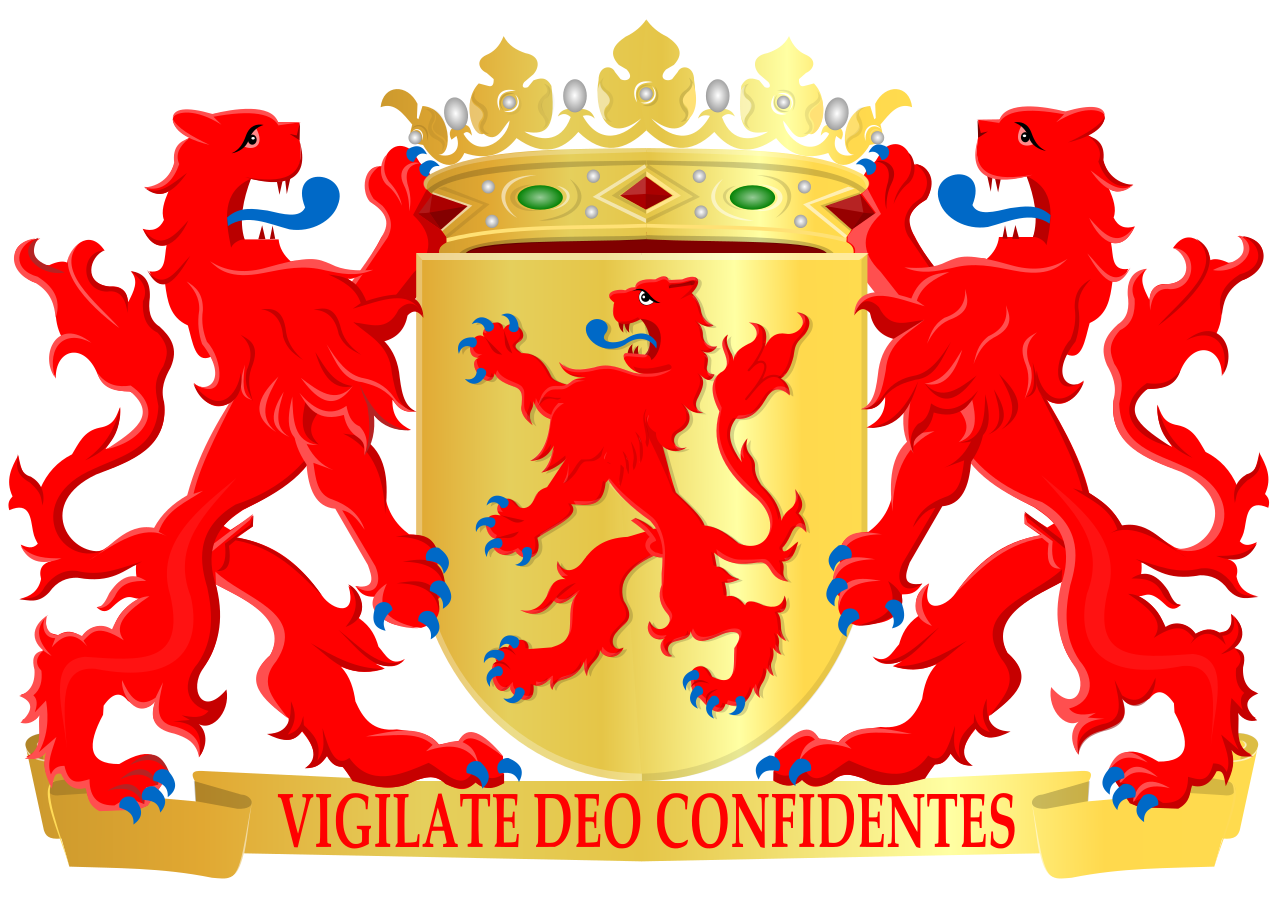
Wapen van Zuid-Holland
Wapen van West-Friesland
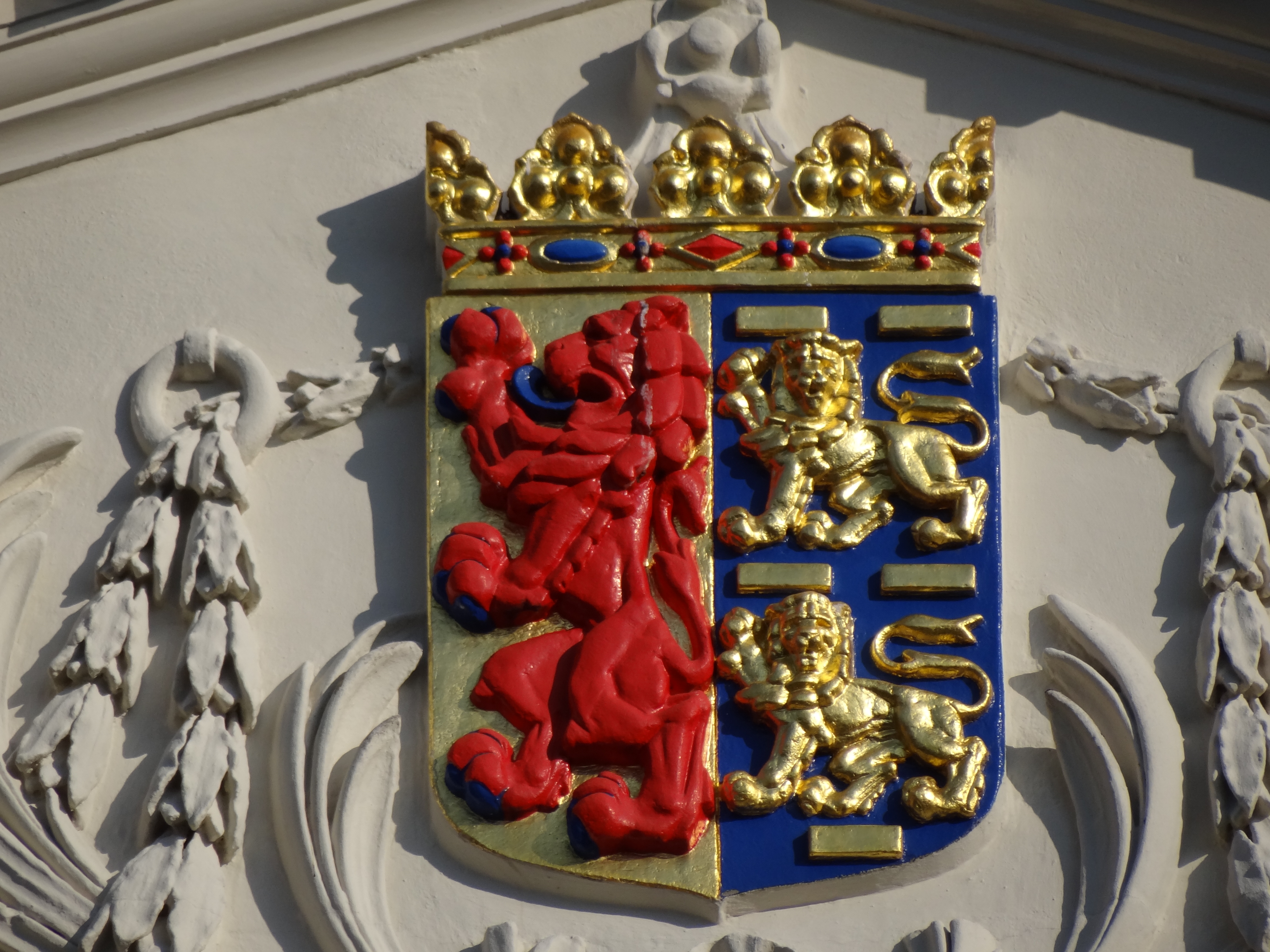
Paviljoen Welgelegen
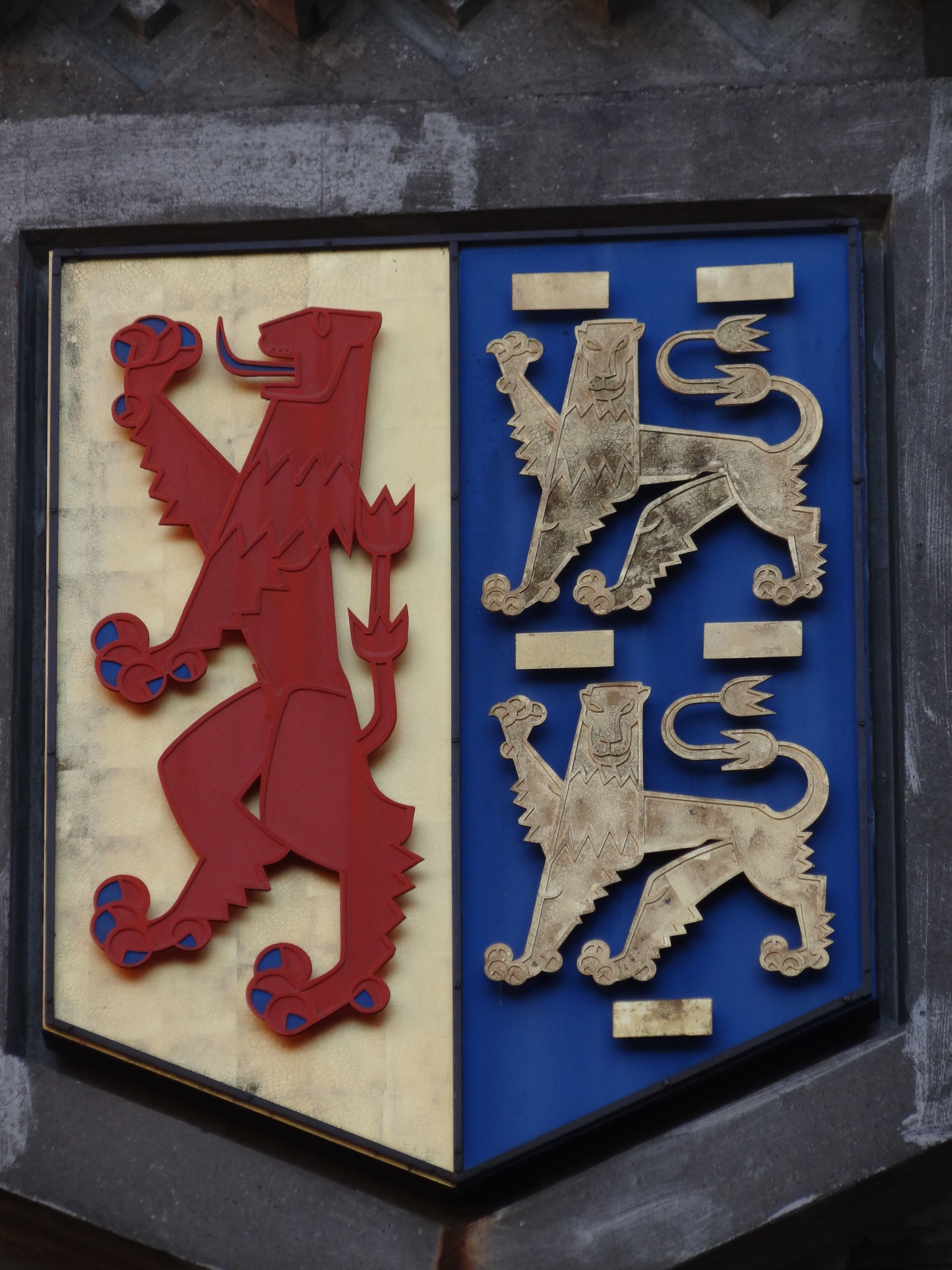
Paviljoen Welgelegen (gestileerd)